# 川村信雄
川村 信雄（かわむら のぶお、1892年9月18日 - 1968年11月18日）は、日本の洋画家。

## 来歴
1892年（明治25年）9月18日、熊本県熊本市に生まれる。東京に移り住み、富士見小学校から開成中学校に進学したが、病気のため中退。1908年、太平洋画会研究所に入会し西洋画を学ぶ。川上凉花らと回覧誌『紫紅』を約150号まで発行。展覧会も開催した。1912年（大正元年）、20歳の時に同世代の斎藤与里、高村光太郎、岸田劉生らと「フュウザン会」を結成。同会は2回の展覧会を開催して1913年に解散した。1914年から文展、帝展に出品。1916年には斎藤与里、硲伊之助らと日本美術家協会を結成した。1916年頃に横浜市の御所山町に移り住み、1919年の横浜美術協会設立に携わった。1923年の関東大震災後には、横浜貿易新報社長三宅磐の依頼を受け、石井柏亭や岡田三郎助らを招いて桜木町駅前の興産館で展覧会を開催した。1925年には弘明寺町に転居し、戦前の横浜では唯一であったと言われる画塾を開いて絵画を志す若者の指導に当たる。川村画塾で学んだ塾生は5,000人を越え、兵藤和男や高梨潔、島田章三などプロの画家も数多く輩出した。
1933年、満州に旅行し朝日新聞神奈川版に画報紀行を寄稿。1938年には横浜市の使節として中国北部の傷病兵を慰問した。第二次世界大戦後は横浜美術協会の活動をいち早く再開、1950年には野毛山科学館跡で山中春雄や兵藤和男らとともに「神奈川アンデパンダン展」を開催した。1965年に横浜文化賞受賞。1968年11月18日午前、脳軟化症のため横浜市立大学附属病院にて死去。享年76。

## 画風
太平洋画会研究所でアカデミックな画風を学び、フュウザン会では後期印象派の影響を受けた革新的な画風に接したが、フュウザン会の解散後は特定の潮流に身を置かず、信州や伊豆の風景画や、奈良や京都の寺院、アトリエの静物画などを描いた。代表作には、帝展に出展した「葡萄棚のある家」、太平洋画展に出展した「山村の春」、1965年の「早春の唐松」などがある。